# Serj Sargsian
Serj Sargsian (Stepanakert, RSS de l'Azerbaidjan, Unió Soviètica. 30 de juny de 1954), va ser president d'Armènia durant 2008-2018. Anteriorment, també va ser primer ministre del país, entre el 2007 i el 2008.

## Biografia
Serj Sargsian va néixer el 30 de juny de 1954 a Va ingressar a la Universitat Estatal d'Erevan el 1971, va servir a les Forces Armades Soviètiques de 1971 a 1972, i es va graduar de la Facultat de Psicologia de la Universitat Estatal d'Erevan el 1979. El 1983, es va casar amb la seva actual esposa, Rita, amb qui va tenir dos fills, Anuix i Satenik. És el president de la Federació d'Escacs d'Armènia.
El 23 d'abril de 2018, en el marc de les protestes no violentes que assolaven el país, Sargsian va decidir dimitir del seu càrrec de primer ministre, assegurant que "estava equivocat, mentre que Nikol Paixinian tenia raó". El 8 de maig següent, Paixinian el va substituir al càrrec.